# Kirrweiler (Pfalz)
Pour les articles homonymes, voir Kirrweiler.
Kirrweiler (Pfalz) est une municipalité de la Verbandsgemeinde Maikammer, dans l'arrondissement de la Route-du-Vin-du-Sud, en Rhénanie-Palatinat, dans l'ouest de l'Allemagne.